# Юридична послуга
Юриди́чні по́слуги — це послуги із захисту прав та інтересів громадян, юридичних осіб, в тому числі держави, у державних органах і в суд, перед будь-якими фізичними і юридичними особами. Поняття «юридичні послуги» і «юридична допомога» і «правова допомога» є тотожними.
До юридичних послуг відносяться:
- надання консультацій і пояснень з юридичних питань, усних і письмових довідок щодо чинного законодавства;
- оформлення позовних заяв, скарг та інших документів правового характеру;
- здійснення представництва інтересів громадян, установ, підприємств і організацій за їх дорученням у судах та інших державних органах у карних, цивільних, господарських справах і справах про адміністративні правопорушення;
- здійснення представництва громадян і захист їхніх прав і законних інтересів у центральних і місцевих органах виконавчої влади і в органах місцевого самоврядування;
- здійснення правового обслуговування установ, підприємств і організацій;
- здійснення правового обслуговування зовнішньоекономічної діяльності фізичних і юридичних осіб.

Юридичні послуги надають юридичні консультації, адвокатські фірми, нотаріальні контори, приватні адвокати і нотаріуси.

## В Україні
Для отримання ліцензії юридичні особи підтверджують своє право на надання юридичних послуг установчими документами, у яких передбачено надання юридичної практики; громадяни-підприємці — диплом про закінчення вищого навчального закладу 3-4 рівня акредитації зі спеціальності «правознавство».
Юридичні послуги надають організації, до яких належать:
- державні органи;
- суспільні правозахисні організації;
- юридичні фірми різних організаційно-правових форм.

В Україні є низка державних органів, які за своїм статусом повинні надавати консультації населенню. Так, наприклад, зі споживчих питань громадян консультують управління (відділи) із захисту прав споживача при місцевих органах влади, інспекції з цін і деякі інші організації; з питань трудового законодавства консультації надає інспекція з праці, з питань оподаткування — податкова інспекція і т. д. Безкоштовні юридичні консультації є також при деяких обласних управліннях юстиції.
Державні органи здійснюють цю роботу безкоштовно. Щоб отримати консультацію, необхідно прийти на прийом відповідно графіку (годин прийому) або звернутися з письмовим запитом. Консультації надаються й по телефону.
Після знайомства з клієнтом і первинного контакту з ним переходять до з'ясування суті питання, з яким особа звертається за юридичною допомогою. Такий процес починають з того, щоб надати клієнту можливість у вільній формі розповісти юристу про сутність своєї проблеми, фактичні обставини справи, наявні в нього докази.
Деякі з тих, хто звертається за юридичною допомогою детально й об'єктивно розповідають про свою проблему, інші — свідомо чи підсвідомо намагаються приховати від юриста негативні факти у своїй ситуації, деякі — просто не в змозі чітко розповісти сутність свого питання. Інші приходять до юриста вже після того, як зверталися зі своєю проблемою до інших фахівців, і тому намагаються нав'язати свою думку та бачення ситуації.